# Parco nazionale vulcanico di Lassen
Il parco nazionale vulcanico di Lassen (in inglese Lassen Volcanic National Park) è una zona protetta situata in California, negli Stati Uniti d'America. Estesa 429 km², si trova in un'area montuosa e boscosa nella California settentrionale, all'incrocio delle contee di Lassen, Plumas, Shasta e Tehama.
La regione è stata soggetta ad attività vulcanica per diversi milioni di anni, ma la recente storia geologica del parco risulta legata al Lassen Peak, un vulcano della catena delle Cascate divenuto famoso in seguito alla sua eruzione nel 1915.
Gli amerindi abitarono la regione da diverse migliaia di anni, dedicandosi all'agricoltura e caccia, con i primi europei che si stabilirono nella regione solo all'inizio del XIX secolo. Il nome del parco è un omaggio a Peter Lassen, un immigrato di origine danese che nel 1848 guidò i coloni che desideravano recarsi in California attraverso la regione.
L'area venne frazionata il 6 maggio 1907 in due monumenti nazionali, ovvero il monumento nazionale di Cinder Cone (Cinder Cone National Monument) e il monumento nazionale di Lassen Peak (Lassen Peak National Monument). Il 9 agosto 1916, la zona venne elevata a parco nazionale in seguito alla drammatica eruzione del Lassen Peak l'anno precedente. Da allora, il National Park Service (NPS) è responsabile della protezione della sua ricchezza geologica, naturale e culturale, che ogni anno attira quasi 500 000 visitatori.

## Descrizione

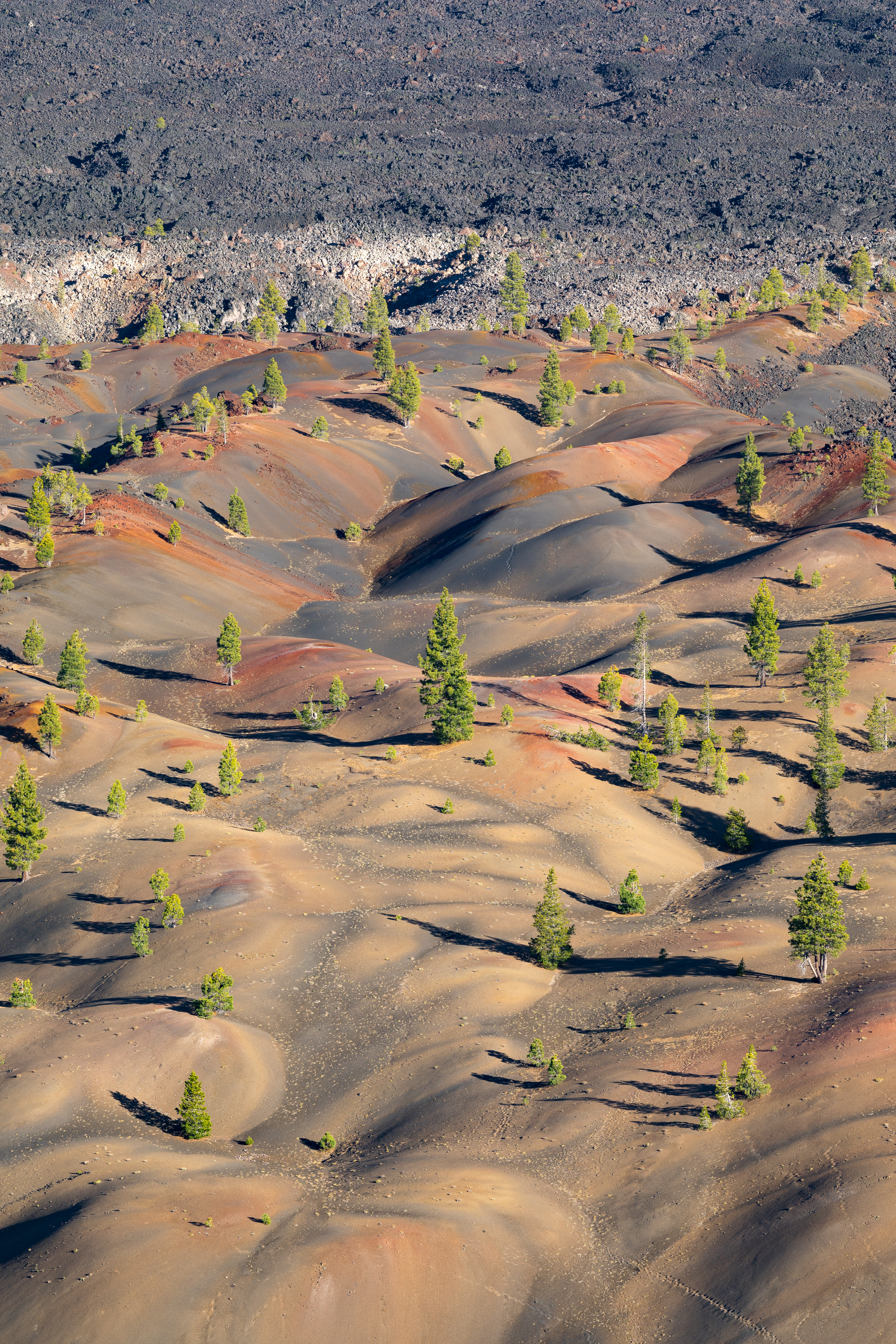
Le cosiddette dune dipinte, il cui colore è dovuto a un'eruzione avvenuta nel 1650 circa

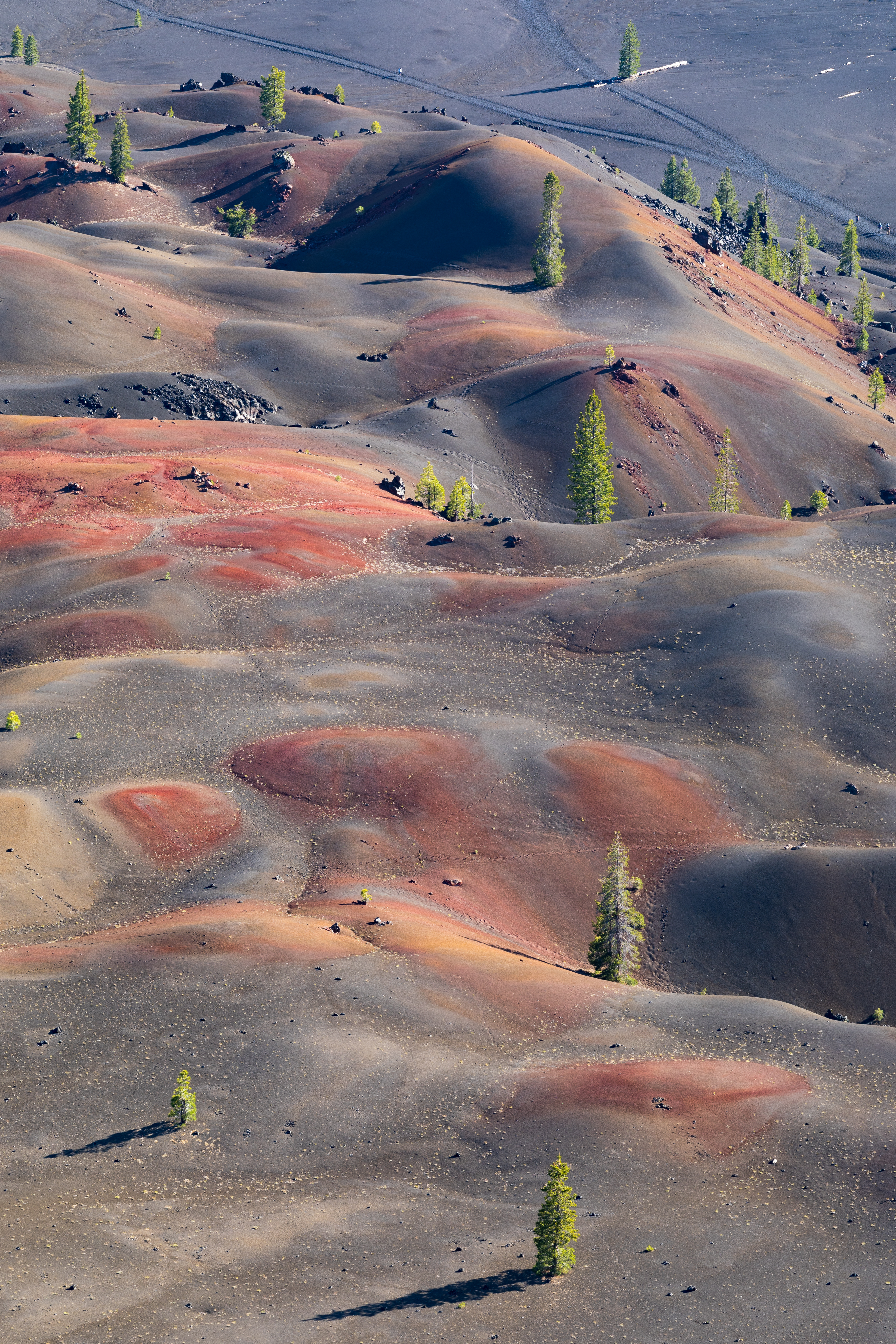
Altre dune dipinte nel parco

Situato nel nord-est dello stato della California, il parco si sviluppa sui territori delle contee di Lassen, Plumas, Shasta e Tehama. A meno di 75 km a ovest del parco si trova la grande città di Redding, mentre le metropoli più vicine risultano Sacramento (300 km a sud-ovest), San Francisco (400 km a sud-ovest), e Portland (700 km a nord). Il parco è accessibile dalla Interstate 5 ed è attraversato dalla California State Route 89, che sale fino a 2 594 m di quota lungo i fianchi del Lassen Peak.

### Orografia
Con una superficie totale di 429 km², il parco si estende per circa 20 km da nord a sud, mentre la sua larghezza si avvicina a 25 km. La vetta del parco, chiamata Lassen Peak, si erge per 3.187 m s.l.m.: questo vulcano, situato a sud-ovest della zona tutelata, appartiene alla sezione più meridionale della catena delle Cascate. Le aree più a ovest rientrano nella valle del Sacramento, mentre quelle più a oriente vengono incorporate nel Gran Bacino. La sommità del Lassen Peak risulta l'unico punto localizzato a più di 3.000 metri di altitudine, benché la maggior parte del parco si sviluppi sopra i 2.000 m e comunque mai sotto i 1.500.
Il grosso delle cime locali include antichi vulcani dormienti: tra questi si annoverano le Chaos Crags (2.592 m), il monte Tehama (2.815 m) e il Cinder Cone (2.105 m).

### Geologia

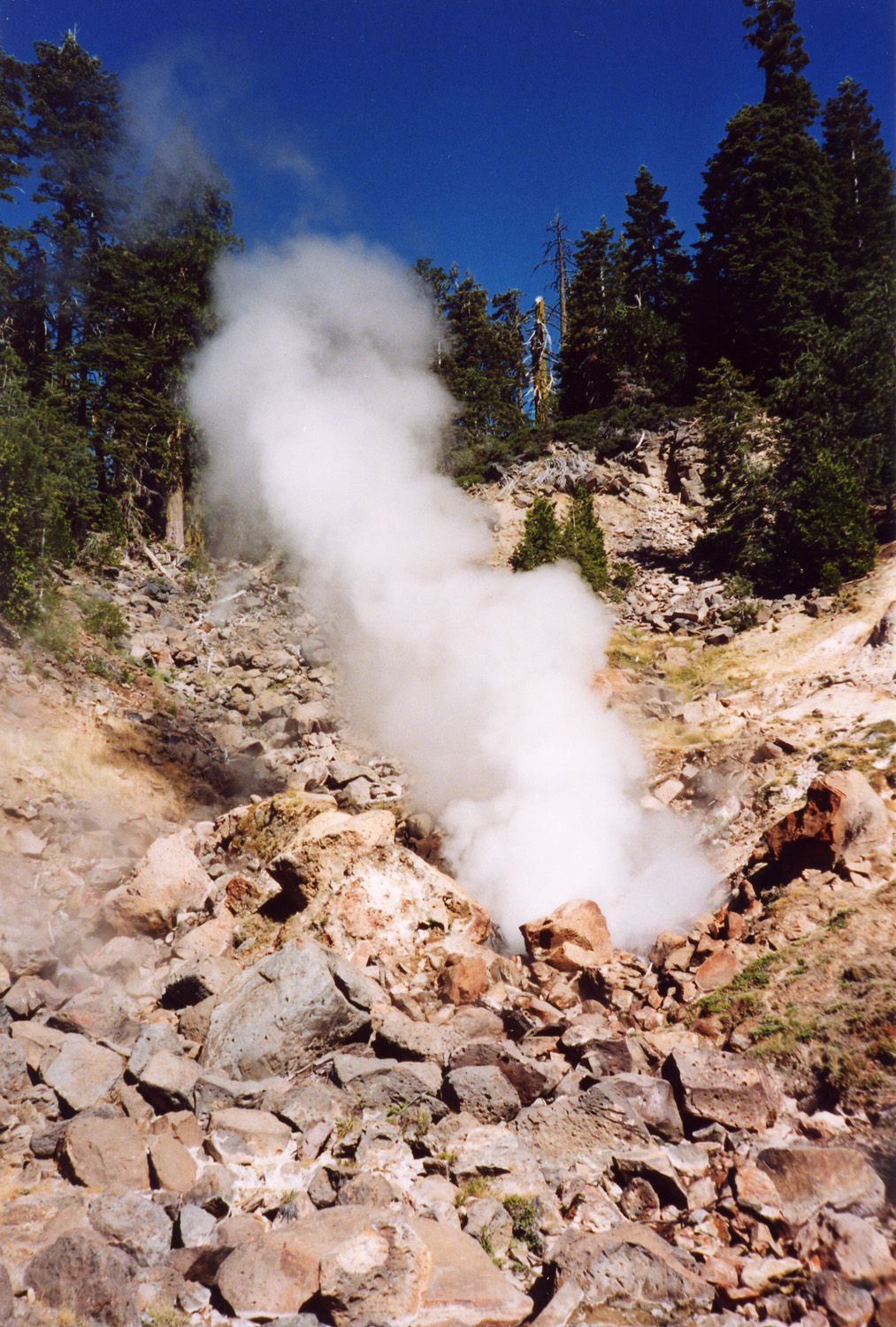
Geyser nel parco

Il Lassen Peak, come altri vulcani nella catena delle Cascate, è un anello di una grande serie di vulcani nota come cintura di fuoco. I crateri delle Cascate vengono alimentati dal calore trasmesso dalla subduzione delle placche tettoniche di Gorda e Juan de Fuca sotto la più grande placca nordamericana. Situato vicino a 500 km al largo, il centro della placca di Gorda sprofonda di quasi 2,5 cm sotto il Nord America.
Il sottosuolo del parco è costituito da rocce risalenti a milioni di anni fa, simili a quelle osservabili nella Sierra Nevada. Queste rocce sedimentarie provengono da sedimenti depositatisi in un momento in cui la regione era ricoperta da un mare. Tali rocce non appaiono visibili a livello del suolo nel parco perché successivamente ricoperte da pietre vulcaniche di epoca più recente.
Tra 35 e 70 milioni di anni fa, la regione si sollevò durante l'orogenesi laramide. L'area marina si trasformò dapprima in una zona paludosa con un clima subtropicale, i quali permisero il deposito di materia organica, circostanza che spiega la presenza di carbonio nel sottosuolo. Mentre la regione continuava a salire, avvenero le prime eruzioni con colate laviche basaltiche. I resti di tali esplosioni perlopiù scomparirono nel tempo, venendo ricoperti dai vari depositi vulcanici più recenti.
Tra 1,2 milioni e 800.000 anni fa, grandi quantità di lava dacitica e riolitica si riversarono in tutta la regione. Le eruzioni ripresero circa 600.000 anni fa, più o meno nella fase in cui si originò la formazione del monte Tehama, una sommità alta oltre 3.300 m. I numerosi depositi vulcanici di questo periodo, come gran parte del Tehama, vengono successivamente erosi durante lunghe ere glaciali che abbracciano migliaia di anni.
I geologi ritengono che il Lassen Peak abbia cominciato a formarsi circa 27.000 anni fa su una parte dell'antico monte Tehama. A quel tempo, il parco era coperto da una calotta glaciale; nel corso dei millenni, mentre il vulcano si alzava di quota, sui suoi fianchi si formarono dei ghiacciai. L'era glaciale terminò tra i 2000 e i 1000 anni fa senza che i ghiacciai fossero realmente riusciti ad erodere il vulcano. Quando si ritirano, i ghiacciai lasciano dietro di sé molti laghi e vallate.
Intorno al 1670, parte delle Chaos Crags (un gruppo di montagne formatosi circa 1000 anni fa) crollò, probabilmente a causa di un'eruzione di tipo freatico. Quasi 150 milioni di m³ di detriti vennero scagliati soprattutto in un luogo specifico oggi chiamato "Chaos Jumbles". Tra il 1630 e il 1670, un flusso lavico scorreva ad est, nell'area del lago Butte. Subito dopo tale evento, cominciò a formarsi il Cinder Cone, il quale in seguito rilasciò alcuni ulteriori flussi di lava. Questi ultimi, avendo ostruito alcuni corsi d'acqua locali, finirono per dare forma al lago Snag.
L'ultima eruzione nell'area iniziò nel 1914, raggiunse il picco nel 1915 e terminò nei primi anni Venti. Un'enorme colata di fango avvenne il 19 maggio 1915, quando la lava sciolse rapidamente il ghiaccio sulla vetta del Lassen Peak. Il 22 maggio il vulcano eruttò, distruggendo le aree limitrofe, con il flusso piroclastico responsabile delle piogge di pomici e altri minerali nel raggio di 6 km a nord-est del cratere. All'inizio del nuovo millennio, il vulcanismo nel parco appare "limitato" a fumarole, pentole di fango e getti occasionali d'acqua bollente. Poiché il vulcanismo della regione è dovuto alla deriva verso nord della placca di Juan de Fuca sotto quella nordamericana, i geologi prevedono che le attività cesseranno quando la placca sarà completamente passata sotto la regione.

### Idrografia
I piccoli ruscelli nel parco appartengono allo spartiacque del fiume Sacramento. Questo fiume, che ha la sua sorgente più a nord vicino al monte Shasta, scorre a ovest del parco nella valle del Sacramento. Questo termina la sua corsa nella baia di San Francisco, e quindi nell'Oceano Pacifico, dopo aver percorso quasi 615 km.
Più a est, i fiumi si avvicinano al Gran Bacino, il che comporta che l'acqua, non riversandosi nell'oceano, si riversa solo in bacini endoreici da cui evapora.
Numerosi laghi sono disseminati in giro per il parco: i quattro principali sono il Juniper, lo Snag, il Butte e il Lower Twin.

## Storia

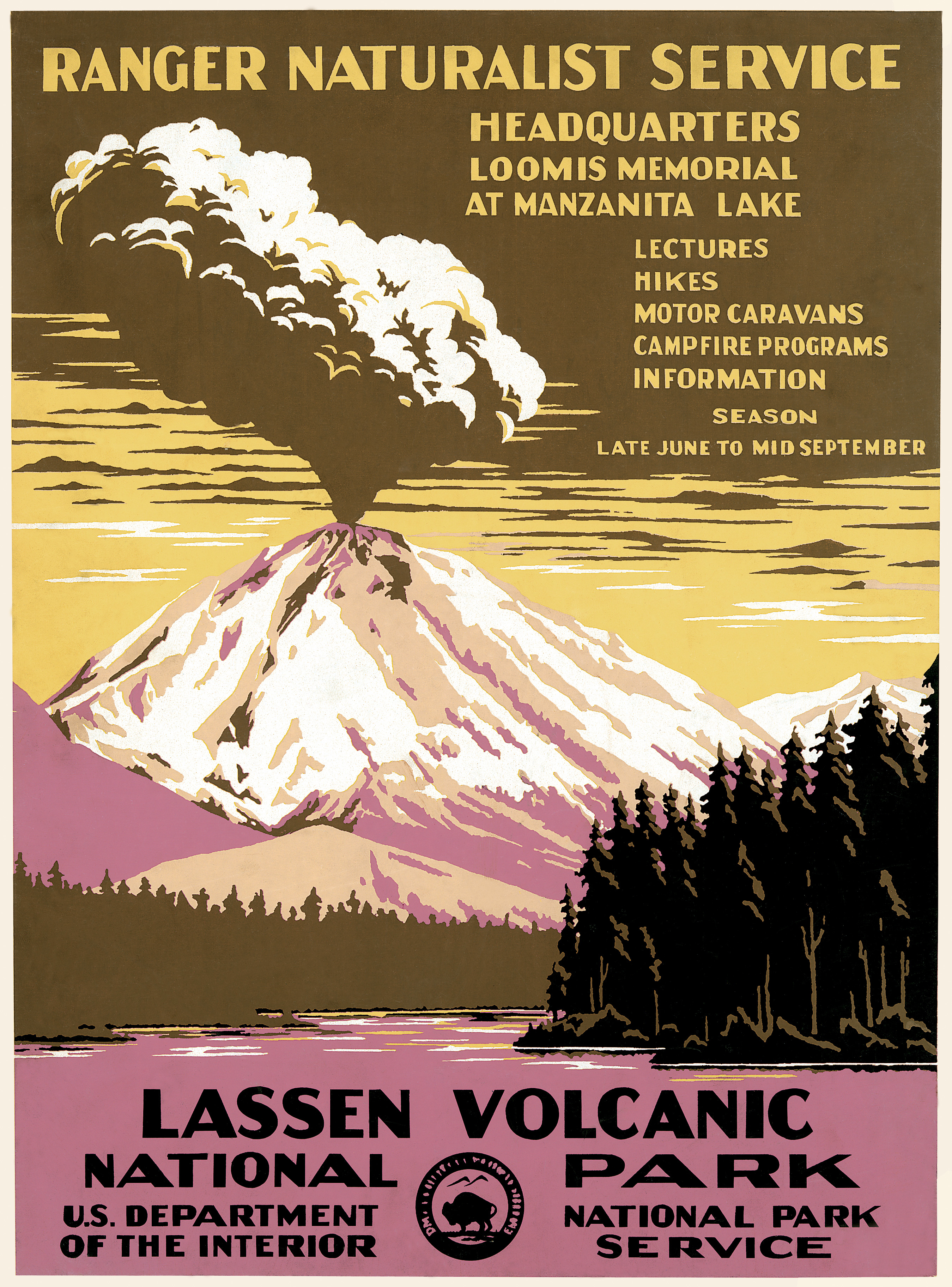
Manifesto del National Park Service raffigurante l'eruzione del 1915

L'arrivo dei nativi americani nell'area del parco risale a migliaia di anni fa. Nel XVIII secolo, la California ospitava 103 tribù, che si esprimevano in 21 idiomi distinti. Gli archeologi hanno portato alla luce vestigia le quali testimoniano che l'area del parco era occupata da quattro tribù di nativi americani non residenti stabilmente, in quanto le condizioni climatiche apparivano critiche in inverno e il cibo scarseggiava. Data la loro tendenza al nomadismo, sopravvivono solo poche armi di pietra scheggiate.
La tribù dei Maidu, localizzata a est e a sud del parco, nella regione del lago Almanor, non risiedeva in siti troppo distanti da quelli scelti dagli Atsugewi, i quali svernavano a nord lungo il ruscello noto come Hat Creek e facevano ritorno nell'area in primavera per pescare, cacciare cervi muli e raccogliere semi e bacche per nutrirsi. I loro discendenti vivono ancora nella zona e mettono in scena ricostruzioni storiche (attraverso creazione di strumenti di uso quotidiano per esempio) allo scopo di mostrare le proprie tradizioni ai visitatori del parco.
Gli Yana e gli Yahi risiedevano a occidente, vicino alle fonti sorgive dove era possibile eseguire la pesca del salmone e rintracciare bacche e semi. Durante l'estate, essi si trasferivano in zone più elevate, dove il clima era più fresco e la selvaggina maggiore. Queste due tribù vennero decimate nel XIX secolo, in seguito ai combattimenti con i coloni che arrivarono numerosi nella regione. Nonostante si credeva che gli Yahi fossero stati completamente massacrati nel 1871, un nativo americano affiliato a quel gruppo fu registrato nel 1911. Gli antropologi dell'Università della California di San Francisco gli diedero il nome di Ishi (ovvero "Uomo" nella lingua Yahi) e colsero l'occasione per conoscere la sua cultura fino alla sua morte, accaduta nel 1916.
L'esploratore spagnolo don Luis Arguëllo diede al Lassen Peak il nome di "San José" nel 1821: fu in questo periodo che i cacciatori della Compagnia della Baia di Hudson esplorarono le valli del fiume Sacramento e dei suoi affluenti in cerca di pellicce. Jedediah Smith, famoso commerciante di pellame, giunse nella zona nel 1828 e battezzò il vulcano "monte Joseph". Tuttavia, tale denominazione non sopravvisse a lungo e venne cambiata in "Saint Joseph" nel 1841 dal governo americano. Nel 1848, Peter Lassen, un immigrato danese, scoprì un percorso di accesso alla California assai conveniente: questo cammino, chiamato ancora oggi "Lassen Trail", attraversava la regione vulcanica e consentì più tardi a molti coloni di stabilirsi nel nord dello stato. Il parco nazionale, il vulcano e la foresta nazionale acquisirono in seguito il suo cognome in segno di riconoscimento. Vari immigrati giunsero in loco spinti dalla corsa all'oro californiana nel 1848. I coloni si stabilirono nella regione guadagnandosi da vivere innanzitutto con l'agricoltura, l'estrazione mineraria e la silvicoltura. L'area del parco andò comunque protetta dal governo federale nel tentativo di prevenire un'eccessiva deforestazione.
Le prime esplorazioni scientifiche avvennero nell'area nel 1863 e nel 1864, quando i geologi decisero di studiare il vulcanismo locale. Il 6 maggio 1907 vennero istituiti due monumento nazionale nella regione, il Cinder Cone National Monument e il Lassen Peak National Monument. Il fotografo B.F. Loomis realizzò numerose fotografie dei fenomeni vulcanici del parco, in particolare durante la grande eruzione del 1914 e del 1915. Le sue numerose fotografie e il risveglio del vulcano misero in risalto le peculiarità della zona protetta, tanto che essa fu poi rapidamente promossa al rango di parco nazionale il 9 agosto 1916.
Il parco nazionale andò ampliato nel 1929 e nel 1931 alla sua estremità nord-occidentale, fino a comprendere il lago Manzanita. I lavori per realizzare la strada che attraversa oggi il parco terminarono nel 1931. Nel 1951, la zona tutelata assorbì l'area di Sulphur Works, fino ad allora proprietà privata. A partire dall'ottobre del 1972, la protezione del parco acrrebbe quando quasi 320 km² andarono promossi a riserva naturale (Wilderness area). Nel 1974 diverse infrastrutture situate nei pressi del lago Manzanita furono chiuse e ricollocate a causa del rischio di frane da Chaos Crags.

### Gestione attuale
Il parco nazionale è gestito dal National Park Service (NPS), il quale fa capo al Dipartimento degli interni degli Stati Uniti.
La sede locale del NPS si trova nella vicina comunità di Mineral. Nel 2000, il budget si avvicinava ai 5 milioni di dollari, con una squadra di lavoratori locali composta da circa 50 a tempo pieno e 75 stagionali. I finanziamenti vengono utilizzati principalmente per pagare il personale presente nel parco e per rinnovare o migliorare strade o determinati edifici. Il personale si occupa di accogliere e informare i visitatori del parco, combattere la proliferazione delle specie invasive e seguire da vicino l'evoluzione delle comunità di specie minacciate.
Essendo il fine del NPS la protezione delle risorse naturali e culturali, come in altre aree protette anche nel Lassen risultano vietate la caccia, l'estrazione mineraria e il disboscamento, nonché l'appropriazione di risorse naturali. Sono inoltre vietati l'esplorazione e lo sfruttamento di petrolio o gas.

## Clima

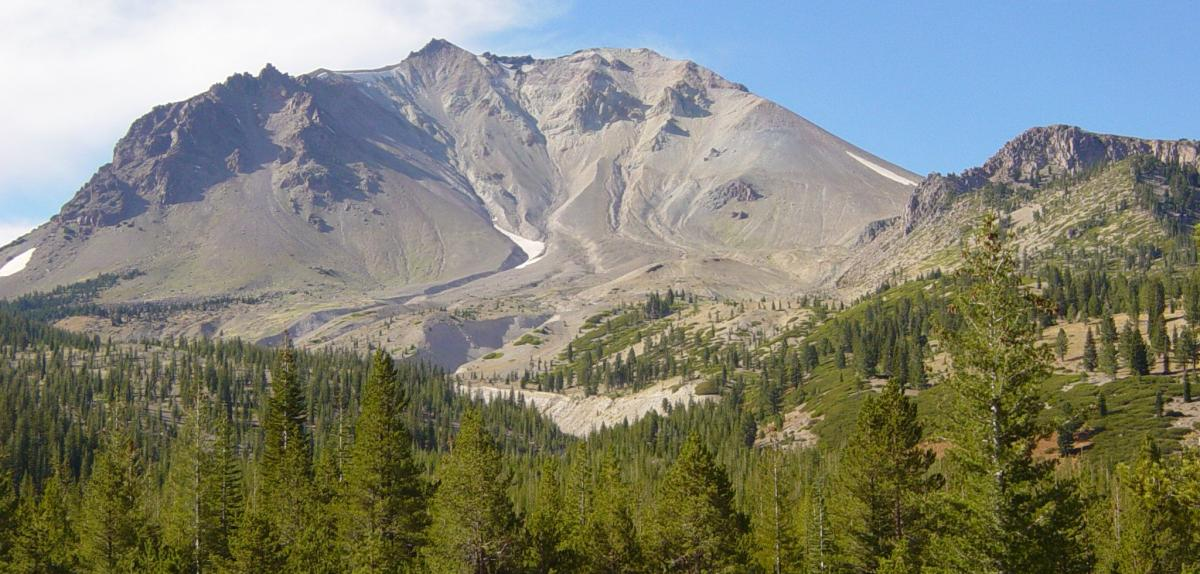
Il Lassen Peak sul lato colpito dall'eruzione del 1915

Appartenente alla regione montuosa della catena delle Cascate e con altitudini massime superiori ai 3.000 m di altitudine, il parco nazionale presenta un clima di tipo montano. Le regioni situate più ad ovest hanno un clima mediterraneo, mentre è steppico nelle regioni più orientali.
Le temperature ovviamente variano nel parco a seconda dell'altitudine, con i massimi registrati pari a -27 °C come minima e 40 °C quale massima. Sebbene di solito assente da maggio a settembre, le gelate possono verificarsi durante tutto l'anno.
Le precipitazioni risultano alte nel parco, essendo assai maggiori a quelle sperimentate nelle regioni desertiche più a est. L'umidità, proveniente principalmente dall'Oceano Pacifico, si ferma al livello della catena montuosa delle Cascate, comportando più piogge nell'ovest della zona protetta che nella regione del Gran Bacino situato più a est, il quale presenta le caratteristiche climatiche tipiche di un deserto. I mesi da giugno a settembre sono i meno piovosi, mentre nel lasso di tempo tra dicembre e marzo si verifica il fenomeno opposto.
La neve si rintraccia quasi ovunque da ottobre fino a metà giugno, ragion per cui la strada principale per il parco è chiusa durante tale periodo. Da luglio a settembre sono generalmente soleggiate con temperature diurne comprese tra 25 e 29 °C.
| Stazione meteo del parco di Lassen | Mesi  | Mesi  | Mesi  | Mesi | Mesi | Mesi | Mesi | Mesi | Mesi | Mesi | Mesi | Mesi  | Stagioni | Stagioni | Stagioni | Stagioni | Anno  |
| Stazione meteo del parco di Lassen | Gen   | Feb   | Mar   | Apr  | Mag  | Giu  | Lug  | Ago  | Set  | Ott  | Nov  | Dic   | Inv      | Pri      | Est      | Aut      | Anno  |
| ---------------------------------- | ----- | ----- | ----- | ---- | ---- | ---- | ---- | ---- | ---- | ---- | ---- | ----- | -------- | -------- | -------- | -------- | ----- |
| T. max. media (°C)                 | 10    | 10,5  | 11,5  | 16,0 | 21,0 | 26,0 | 29,0 | 29,5 | 25,5 | 20,5 | 13,0 | 10,0  | 10,2     | 16,2     | 28,2     | 19,7     | 18,5  |
| T. min. media (°C)                 | −10   | −10   | −8    | −5   | −1,5 | 1,0  | 4,0  | 4,0  | 2,0  | −1,0 | −6,0 | −10,0 | −10,0    | −4,8     | 3,0      | −1,7     | −3,4  |
| T. max. assoluta (°C)              | 17    | 21    | 25    | 29   | 34   | 36   | 40   | 39   | 37   | 32   | 24   | 17    | 21       | 34       | 40       | 37       | 40    |
| T. min. assoluta (°C)              | −25   | −24   | −21   | −19  | −10  | −4   | −3   | −3   | −9   | −12  | 0    | −25   | −25      | −21      | −4       | −12      | −25   |
| Precipitazioni (mm)                | 150,1 | 142,7 | 124,5 | 51,8 | 40,4 | 20,1 | 9,4  | 9,9  | 22,9 | 50,8 | 97,5 | 117,3 | 410,1    | 216,7    | 39,4     | 171,2    | 837,4 |

## Ecologia
L'area del parco ospita oltre 700 specie di piante e oltre 250 specie di vertebrati. La maggior parte delle foreste del parco è composta principalmente da conifere. Tra queste, l'abete rosso (Abies magnifica), che può vivere fino a 300 anni, raggiunge regolarmente nel parco dimensioni superiori a 50 m di altezza, con un diametro compreso tra 75 e 130 cm.

### Flora

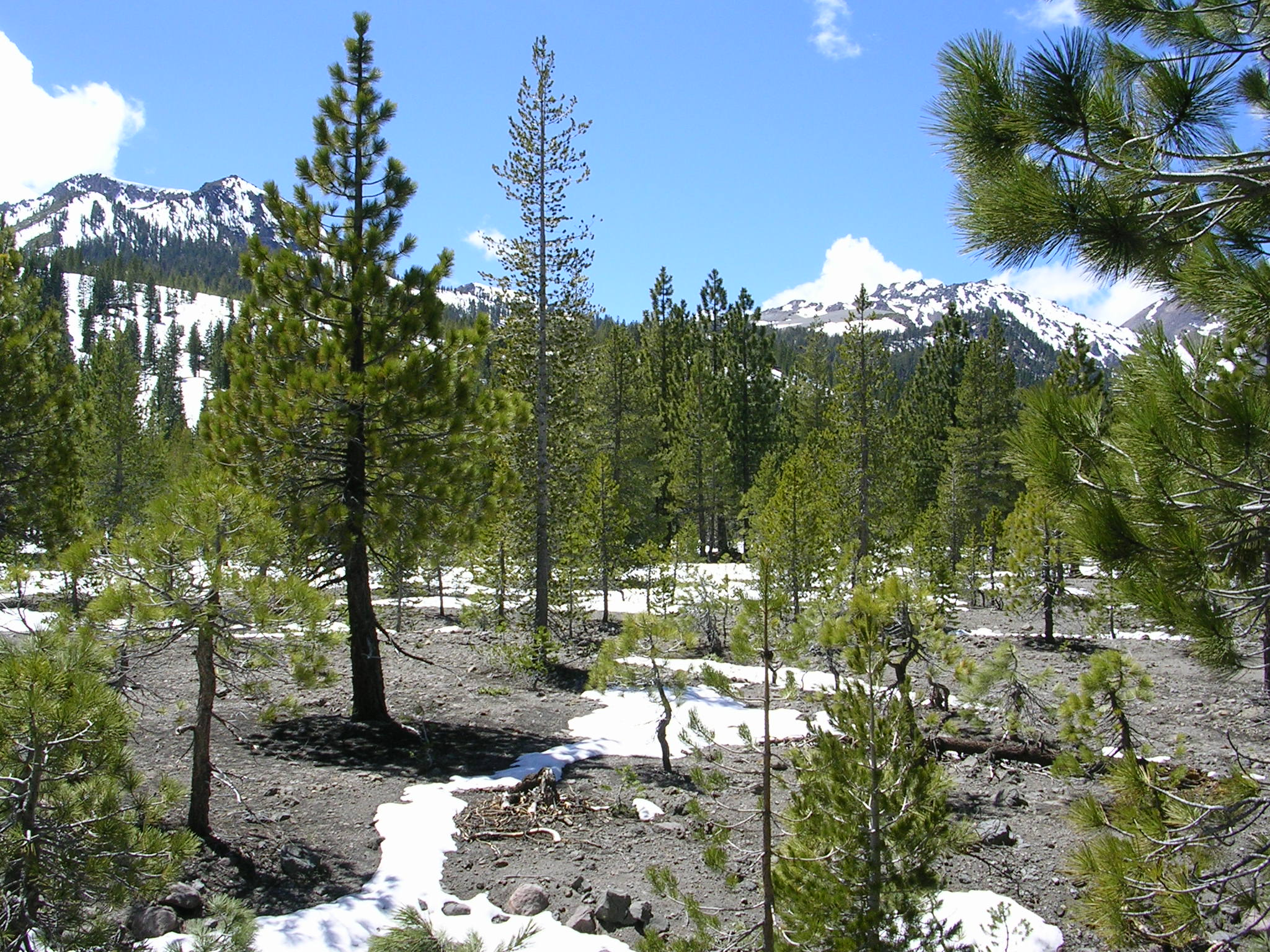
Foresta di conifere composta da pini di Jeffrey e pini bianchi occidentali

Sotto i 2.000 m di altitudine, la vegetazione è costituita principalmente da conifere tra cui pini gialli (Pinus ponderosa), di Jeffrey (Pinus jeffreyi), di Lambert (Pinus lambertiana), cedri (Calocedrus decurrens) e pini strobi (Pinus strobus). Anche in questo biotopo, come in altre zone della catena montuosa, crescono arbusti quali uva spina (Ribes uva-crispa), Chimaphila umbellata e i lillà californiani (Ceanothus), mentre tra i fiori si registrano gli iris e Corallorhiza maculata.
Tra i 2.000 e i 2.500 m di altitudine, il bosco di conifere si compone di abeti rossi (Abies magnifica), pini bianchi occidentali (Pinus monticola), tsughe mertensiane (Tsuga metrensiana) e pini contorti (Pinus contorta). Tra i fiori della zona rientrano lupini (Lupinus obtusilobus), Wyethia mollis e uva ursina (Arctostaphylos uva-ursi).
Sopra i 2.500 m di altitudine, gli alberi lasciano lo spazio a zone maggiormente brulle e la vegetazione assume le caratteristiche tipiche del piano nivale. Le poche eccezioni rintracciate a tale quota risultano il pino dalla corteccia bianca (Pinus albicaulis) e la tsuga occidentale (Tsuga heterophylla). Questi alberi vengono chiamati krummholz (letteralmente "legno contorto"), in quanto si presentano non in forma regolare e dritta per via dei forti venti e delle consistenti nevicate con cui devono convivere e che ne condizionano la crescita. La vegetazione è costituita altresì da piccole piante come la castilleja, il lupino di Lyall (Lupinus lyallii), Phyllodoce breweri, Cassiope mertensiana, Nama lobbii e Monardella villosa.
Il chaparral, una specie di macchia mediterranea, è un altro biotopo presente in alcune zone scoscese e rocciose. Questo ambiente è caratterizzato tra l'altro da arbusti come Arctostaphylos patula e Quercus vaccinifolia.
Le zone ripariali ospitano un gran numero di pioppi tremuli (Populus tremuloides), i quali si adattano bene alle aree regolarmente soggette a incendi. Da quando l'uomo è giunto nella regione, l'albero è stato però gradualmente quasi del tutto sostituito da piante meno resistenti al fuoco, come l'abete del Colorado (Abies concolor). L'ente gestore del parco sta cercando attualmente di studiare l'impatto degli incendi per favorire di nuovo il pioppo a seguito di roghi controllati. Altre specie vegetali come il Salix scouleriana, il pioppo balsamico (Populus balsamifera) e l'ontano bianco (Alnus incana) e l'iris tigre (Belamcanda chinensis) prediligono le zone umide.
La colorazione rossa presente in alcuni punti coperti dalla neve si deve all'alga delle nevi (Chlamydomonas nivalis).

### Fauna
Il parco ospita circa 300 specie di vertebrati, tra cui 57 mammiferi e 216 uccelli. La ricchezza della biodiversità deriva dal fatto che l'area si trova all'incrocio di quattro zone biologiche specifiche: la Sierra Nevada a sud, la catena delle Cascate a nord, il Gran Bacino a est e la valle di Sacramento a ovest. L'area è vulnerabile al surriscaldamento globale e i primi effetti sono già visibili, se si pensa a specie rinvenute a quote più elevate rispetto al passato e al ritiro dei ghiacciai.
Tra i grandi mammiferi figurano l'orso nero (Ursus americanus), il cervo mulo (Odocoileus hemionus), la lince rossa (Lynx rufus) e il puma (Puma concolor). I piccoli mammiferi, presenti in numero maggiore rispetto ai grandi vertebrati, risultano il topo cervo (Peromyscus maniculatus), lo scoiattolo terricolo dorato (Spermophilus lateralis), la lepre scarpa da neve (Lepus americanus), l'ursone (Erethizon dorsatum), lo scoiattolo di Douglas (Tamiasciurus douglasii), il glaucomio del nord (Glaucomys sabrinus), il castoro di montagna (Aplodontia rufa), la marmotta dal ventre giallo (Marmota flaviventris) e il tasso argentato (Taxidea taxus).

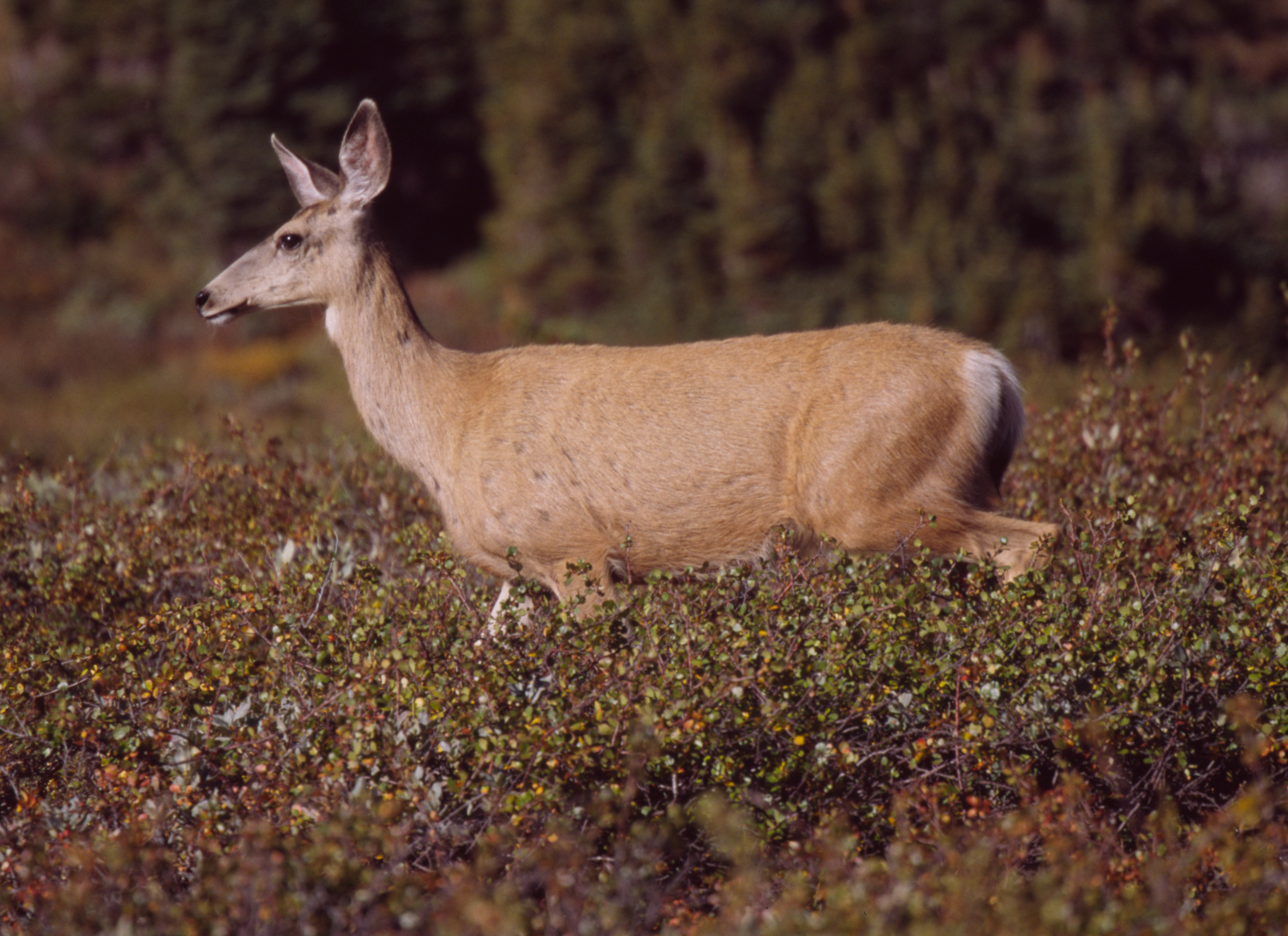
Cervo mulo
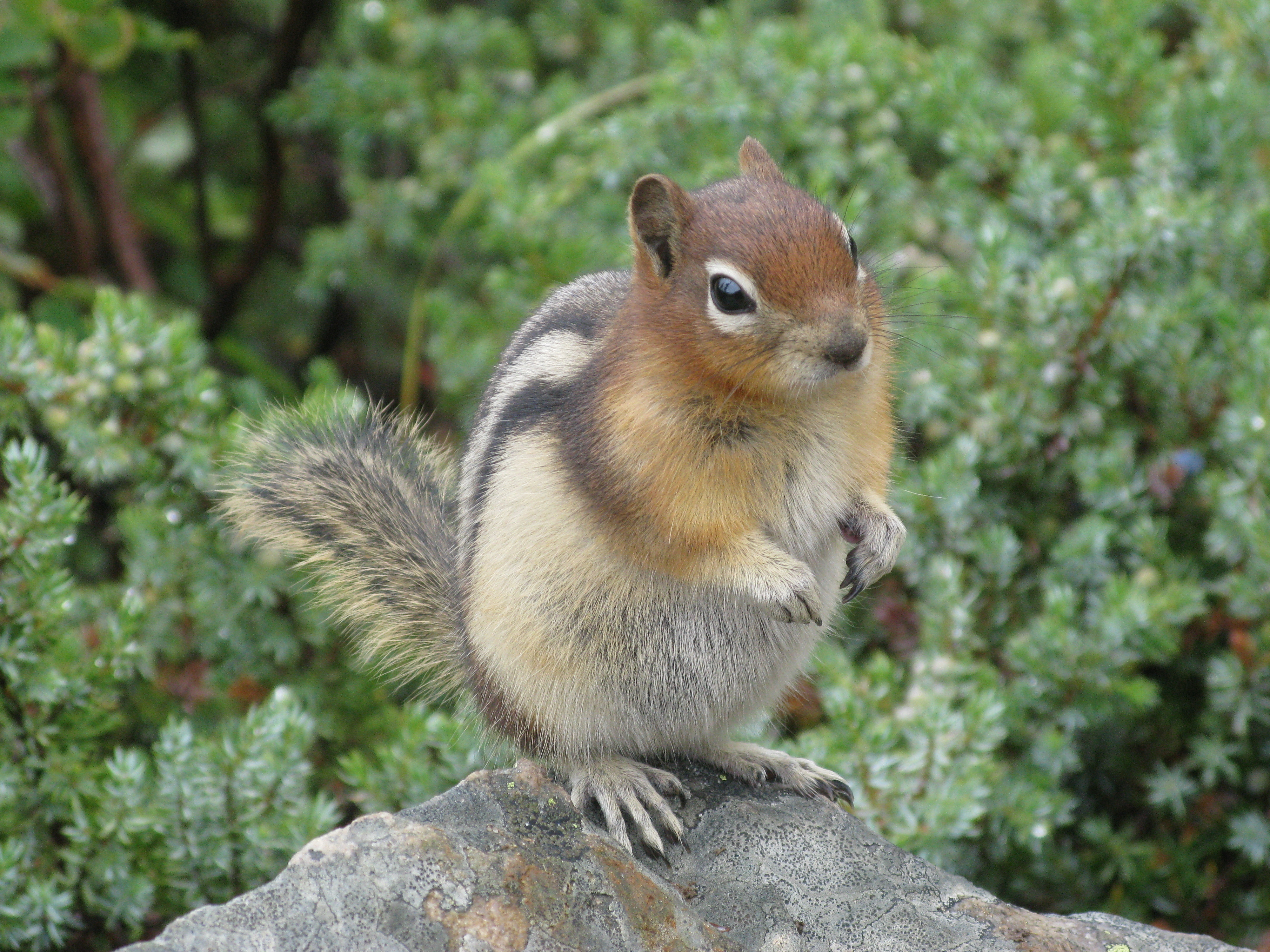
Scoiattolo terricolo dorato

Tra le specie ornitologiche si annoverano il picchio dorato (Colaptes auratus), il pigliamosche fianchi oliva (Contopus cooperi), il piuì occidentale (Contopus sordidulus), il picchio muratore pettofulvo  (Sitta canadensis), il rampichino americano (Certhia americana), il tordo solitario di Townsend (Myadestes townsendi), il gufo della Virginia (Bubo virginianus), il picchio pileato (Dryocopus pileatus), la ghiandaia di Steller (Cyanocitta stelleri), il fiorrancino americano (Regulus satrapa), il vireo canoro (Vireo gilvus), lo junco occhiscuri (Junco hyemalis), la nocciolaia di Clark (Nucifraga columbiana), la cincia delle Montagne Rocciose (Poecile gambeli), l'azzurro di montagna (Sialia currucoides), il carpodaco di Cassin (Carpodacus cassinii). Il fanello rosato testagrigia (Leucosticte tephrocotis) svolazza nelle aree alpine, mentre il martin pescatore americano (Megaceryle alcyon), la folaga americana (Fulica americana) e il piro-piro macchiato (Actitis macularius) vicino alle zone umide.

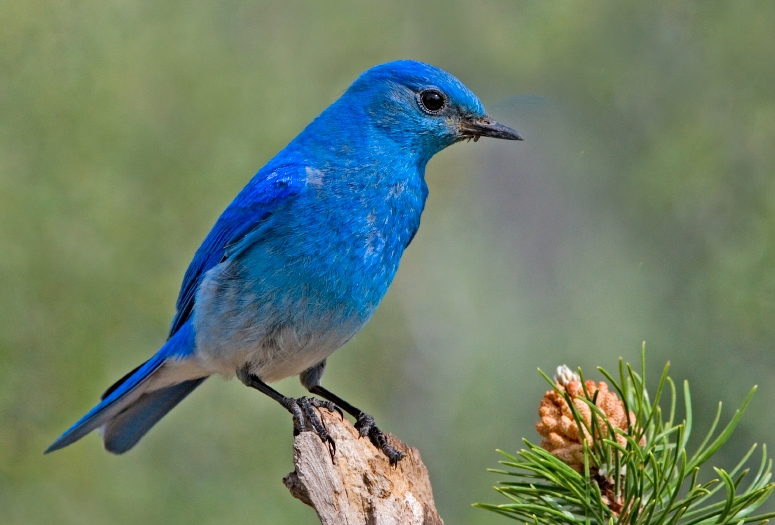
Azzurro di montagna
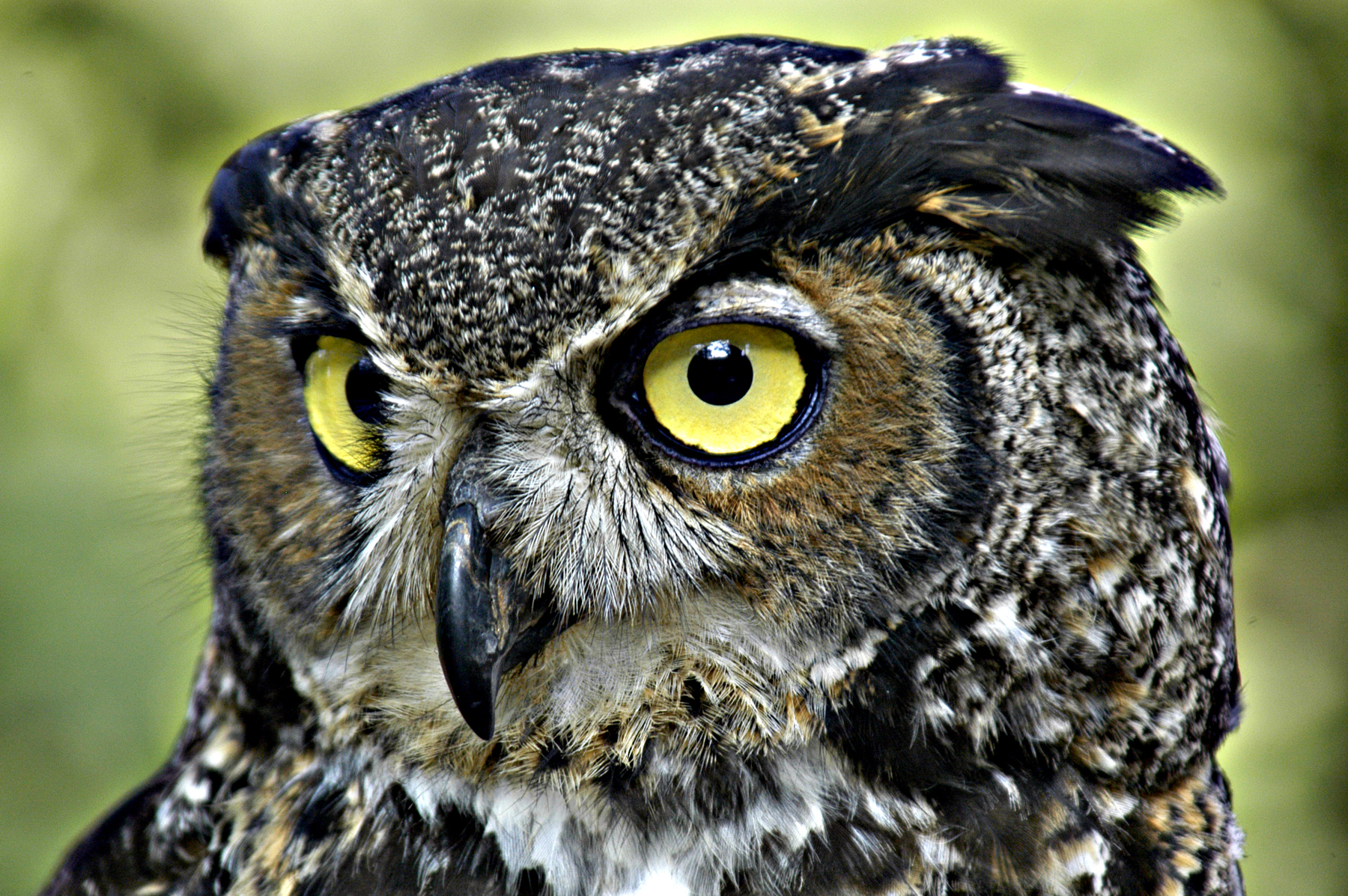
Gufo della Virginia
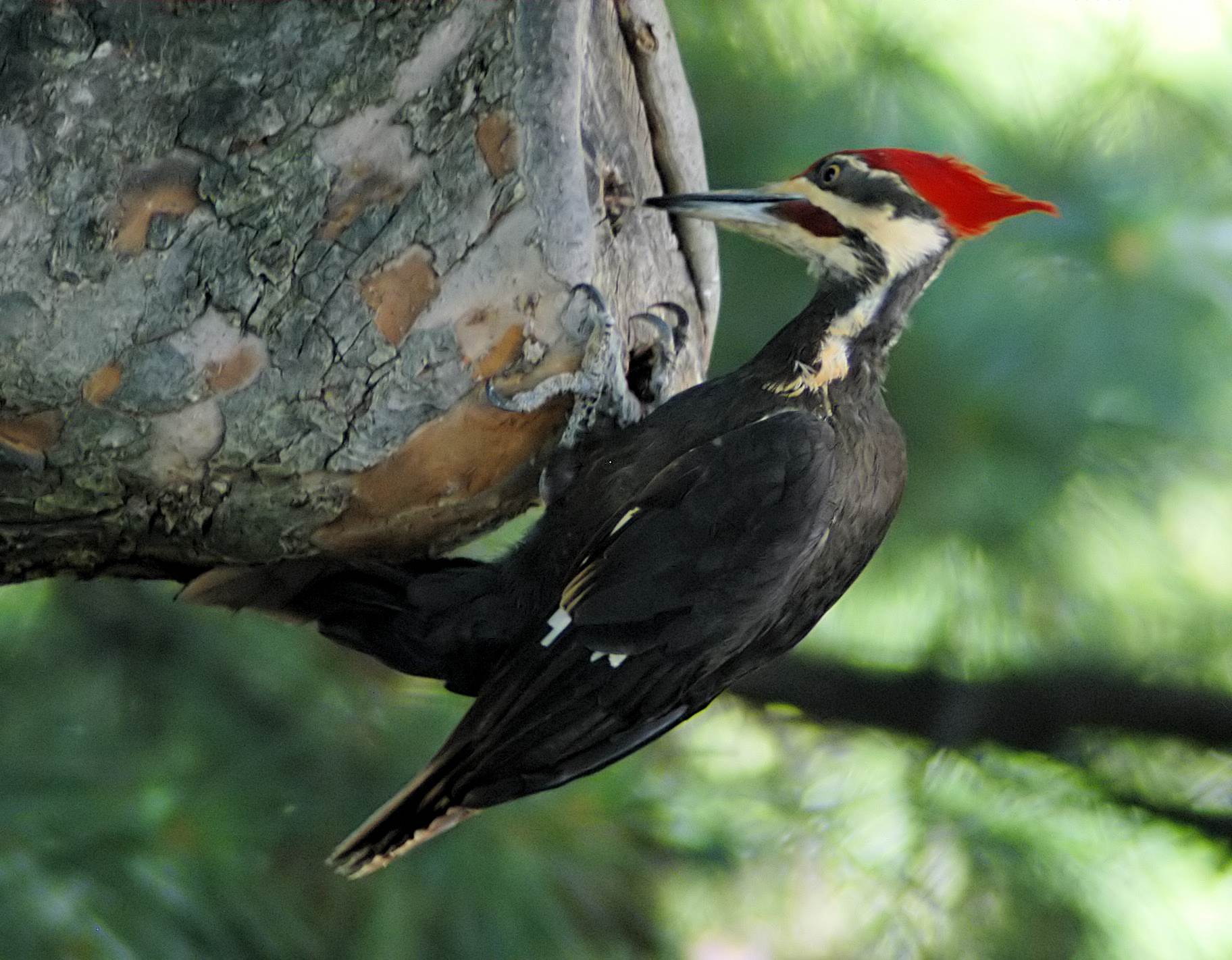
Picchio pileato

Nel parco sono presenti sei specie di anfibi e sei di rettili, tra cui lo sceloporo grazioso (Sceloporus graciosus), la lucertola alligatore boreale (Elgaria coerulea), il rospo boreale (Bufo boreas), la raganella del Pacifico (Pseudacris regilla) e il serpente giarrettiera terricolo (Thamnophis elegans). Delle nove specie ittiche presenti nel parco cinque sono originarie della California, come la trota iridea (Oncorhynchus mykiss), e quattro alloctone.

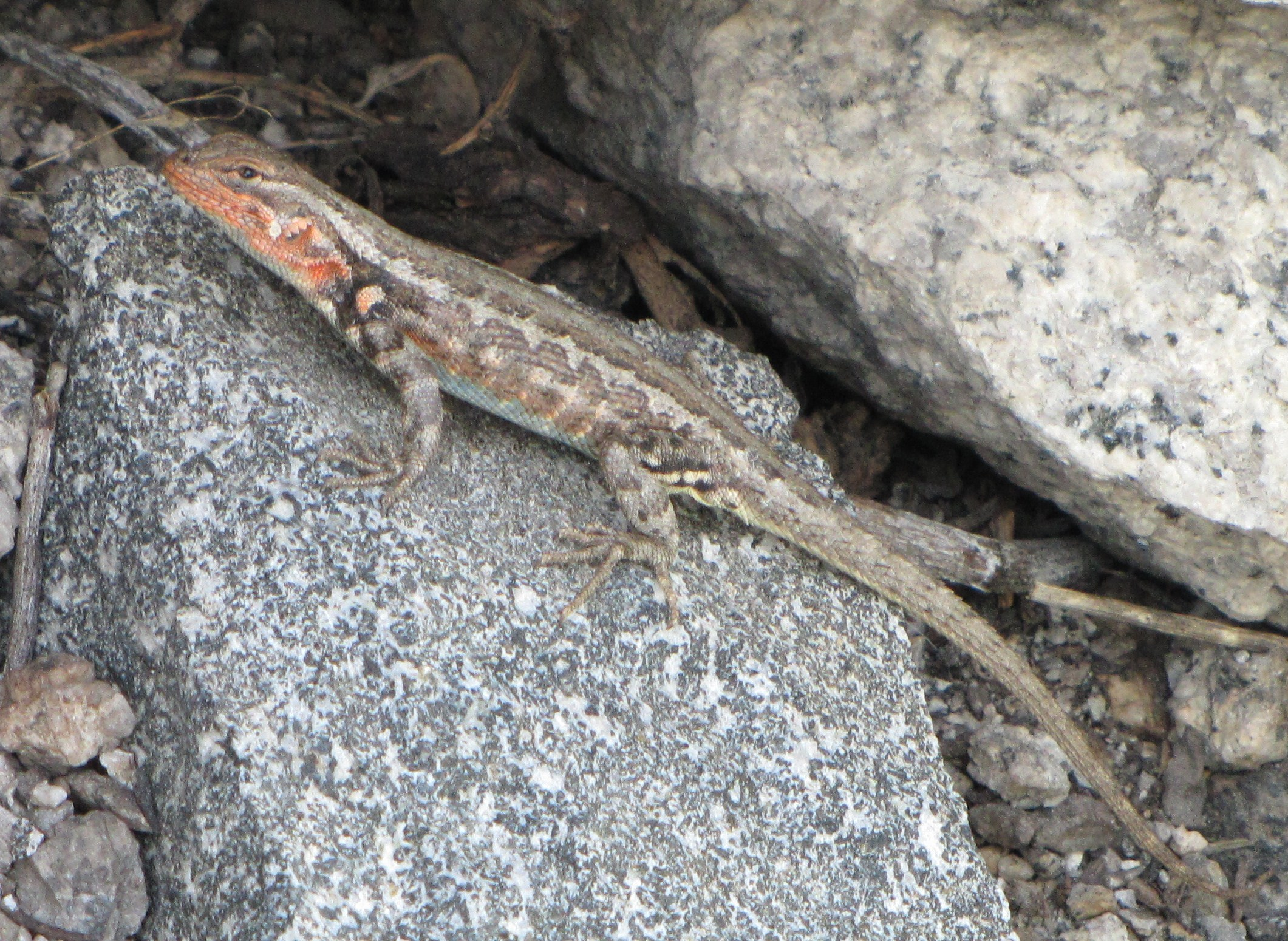
Sceloporo grazioso
Serpente giarrettiera terricolo
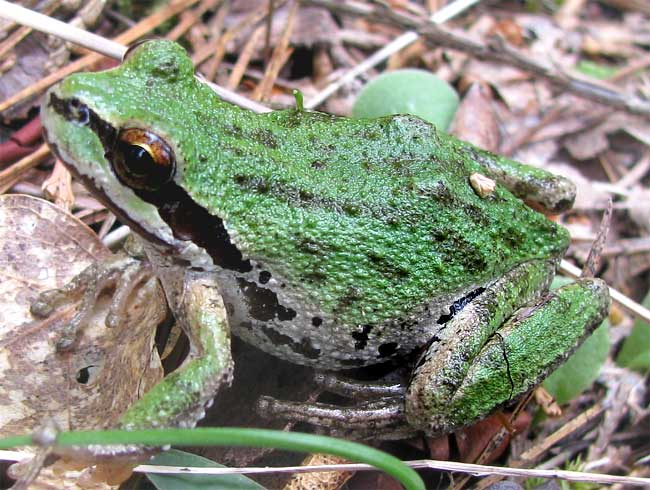
Raganella del Pacifico

Le pendici del Lassen Peak attirano anche molte farfalle, inclusa la Nymphalis californica.

## Turismo

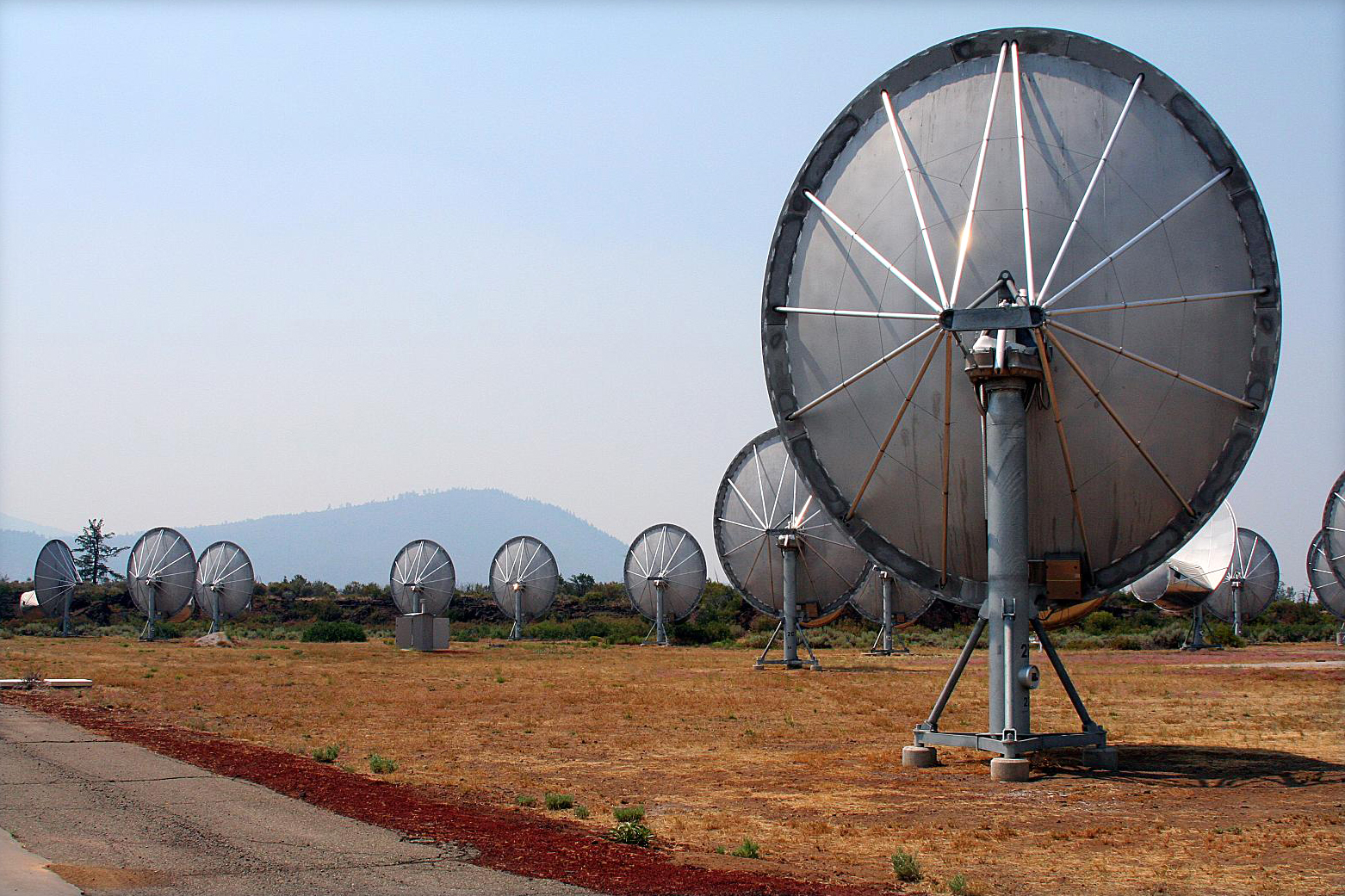
L'Allen Telescope Array a nord del parco

Il parco, noto per i suoi paesaggi vulcanici, attira quasi 500.000 turisti ogni anno. Il numero di visitatori è paragonabile a quello del vicino parco nazionale di Redwood, ma quasi dieci volte inferiore a Yosemite, il luogo protetto più visitato della California. Accessibile solo su strada, è aperto tutto l'anno, ma alcune infrastrutture e aree appaiono chiuse dall'autunno alla primavera.
Il parco è attraversato nella sua parte occidentale da una strada a due corsie (California State Route 89) che ne facilita l'accesso. Sono disponibili otto siti per il campeggio e numerose aree pic-nic, mentre vari chalet sparsi nei dintorni consentono ai visitatori di trovare informazioni e di mangiare. Il parco conta circa 250 km di sentieri, i quali permettono ad esempio di raggiungere la cima del Lassen Peak, di ammirare l'attività di soffioni e geyser attivi oppure osservare l'idrotermia a Bumpas Hell. L'area del lago Butte, vicino a Cinder Cone, è accessibile da un'altra strada che accede a nord-est del parco.
Oltre all'escursionismo, altre possibili attività estive risultano la pesca, il kayak, l'arrampicata e l'escursionismo, mentre in inverno è possibile praticare lo sci di fondo o le ciaspolate.

### Allen Telescope Array
La zona protetta è abbastanza isolata rispetto a quelle confinanti. Il parco nazionale di Redwood, celebre per le sue enormi sequoie, si trova a circa 300 km a nord-ovest, mentre quello del lago Crater a circa 350 km a nord, mentre Yosemite a oltre 550 a sud. San Francisco rimane la città principale della regione, malgrado situata 400 km a sud-ovest. Nella regione vicina al parco, invece, la natura appare in buono stato nella riserva naturale di Lassen e quella di Caribou. A nord del parco si trova l'Allen Telescope Array, un radiotelescopio interferometrico composto da 350 antenne dal diametro di 6,1 m utilizzate per la ricerca di segnali extraterrestri.

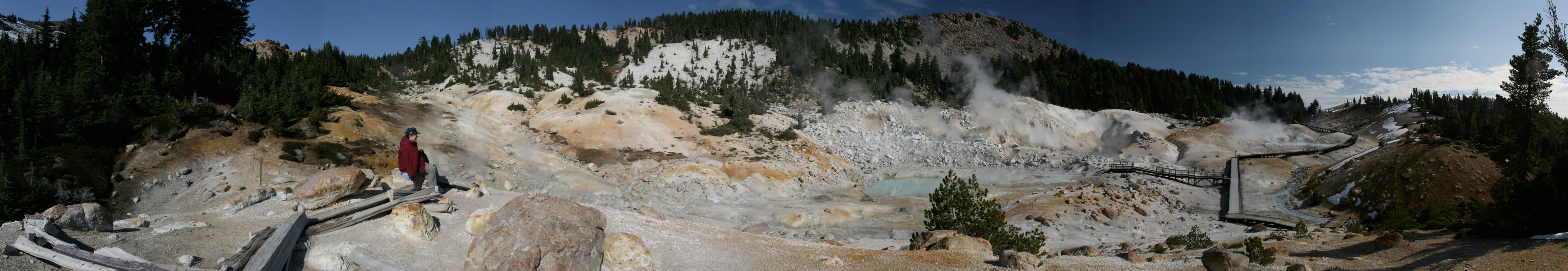
Panorama dell'area idrotermale di Bumpass Hell